# Joseph de Clermont-Mont-Saint-Jean
Pour les autres membres de la famille, voir Maison de Clermont-Tonnerre.
Joseph Claude Ier de Clermont, marquis de Mont-Saint-Jean, est un militaire français, opposant de la Révolution française et du Premier Empire, né au château de La Bâtie d'Albanais le 9 juillet 1782 et mort à Paris le 24 avril 1846.

## Biographie
Joseph-Claude de Clermont est né le 9 juillet 1782, au château du bourg de La Bâtie d'Albanais (commune actuelle de Montcel), dans le duché de Savoie,. Il est le fils du général Jacques de Clermont-Mont-Saint-Jean, issue d'une branche de la Maison de Clermont-Tonnerre.
Il devient page du roi de Sardaigne,, en 1792. Lieutenant au service du royaume de Sardaigne, il passe au service de l'armée française en 1798 et s'engage la même année dans l'armée de Condé.
Royaliste et opposant à l'Empire, il devient président de la « bannière de Paris » des Chevaliers de la Foi, dès la création de l'organisation en 1810.
À la première Restauration, le 6 juillet 1814, il est nommé lieutenant à la 1re compagnie des mousquetaires gris de la garde du roi. Il est promu lieutenant-colonel du 2e régiment de hussards le 2 novembre 1815.
Il refuse de prêter serment à Louis-Philippe en 1830 et se retire dans la vie privée.
Joseph-Claude de Clermont meurt à Paris, le 24 avril 1846. Son corps est inhumé au cimetière du Montparnasse.

## Famille
Joseph de Clermont-Mont-Saint-Jean épouse en 1804 Alix de Coucy (1783-1811), fille du général-comte François-Charles de Coucy et petite-fille du marquis Joachim de Dreux-Brézé, grand maître des cérémonies de France. Elle est la dernière héritière de sa maison. Ils ont :
- Adélaïde (1806-1857), épouse de Roger Mouchet de Battefort de Laubespin (petit-fils de Charles-Philibert-Marie-Gaston de Lévis-Mirepoix), puis du comte Honoré de Liedekerke (neveu d'Hilarion et Charles Alexandre de Liedekerke-Beaufort) ;
- Jacques Marie Odon (1782-1834)[3], page du roi Charles X et officier au 2e dragons, marié en 1834, sur son lit de mort, à Charlotte-Stéphanie du Tillet[3] (fille du marquis Charles-Louis-Alphonse du Tillet et de Justine de Touraille, et petite-nièce de Henri Jacques Goüin-Moisant) ;
- Joseph Henri Raoul (1809-1868)[3], officier aux chevau-légers de Savoie, puis au régiment d'Aoste, autorisé par ordonnance royale du 3 décembre 1817 à ajouter à son nom celui de Coucy[3], marié à Marie-Antoinette de Mellet de Bonas ;
- Léopold Louis Enguerrand (1810-1824).

## Distinctions
Joseph de Clermont-Mont-Saint-Jean a reçu les distinctions suivantes :
- Chevalier de l'ordre des Saints-Maurice-et-Lazare[1]
- Chevalier de la Légion d'honneur (1814)[4],[6]
- Chevalier de l'ordre royal et militaire de Saint-Louis[4]
- Chevalier de l'ordre de Saint-Ferdinand[4]